# レンタカー
レンタカー（rent-a-car）あるいは貸し自動車（かしじどうしゃ）は、自動車を有料で貸し出す事業、または貸し出された自動車のことである。

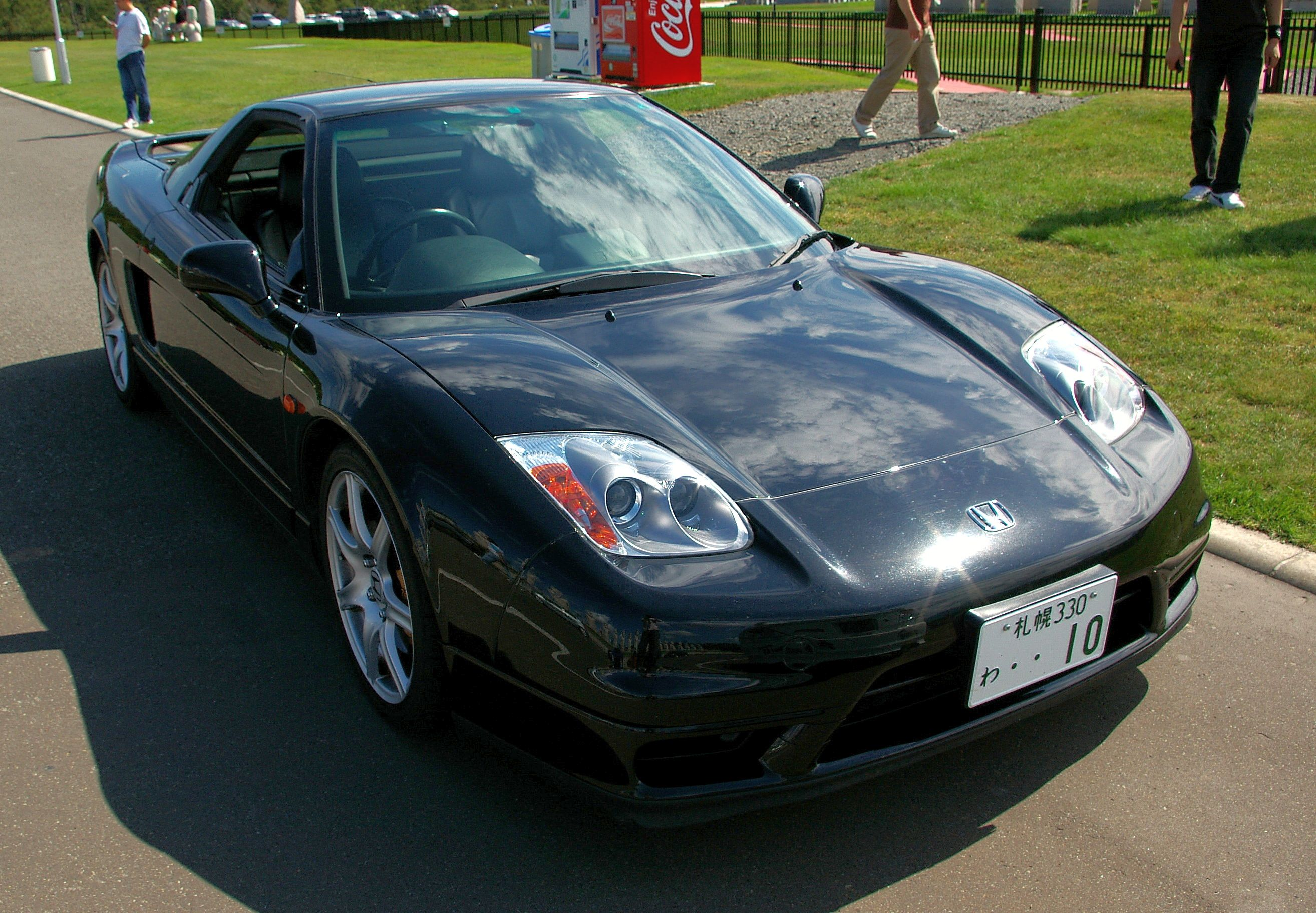
レンタカーとして登録されたホンダ・NSX

## アメリカのレンタカー

### 歴史
1916年に、ネブラスカのジョー・ソーンダースが自分のフォード・モデルTにメーターを取り付けて、1マイルあたり10セントの方式で貸し出したものが世界初のレンタカーとされている。最初の利用者は当地に訪れていたセールスマンで、地元女性とのデートに利用したとされる。
1918年にはシカゴのWalter L. Jacobsが「レンタカー・インク」（Rent-a-Car Inc.）を設立し、12台のモデルTを使ったレンタル事業を始めた。

### レンタカーの営業

#### レンタカー業者
主なレンタカー業者として、ハーツ、エイビス、ダラー、アラモ、エンタープライズなどがある。
アメリカの主要空港には複数の業者が集まる総合レンタル・カー施設が立地している。

#### 予約取り次ぎ
- アメリカ合衆国の大手レンタカー会社は、日本語での対応窓口や日本語ウェブサイトを開設してレンタカーを予約できるように便宜を図っている[2]。
- 現地レンタカー会社でも、日本人観光客の多いハワイやグアムなどでは日本語による対応が可能な店舗・カウンターもある。
- 日本のレンタカー会社も、日本人観光客が多い場所に現地営業所を展開したり、海外の有力レンタカー会社と提携して予約を取り次いでいる。
- これとは別に、旅行会社でフリープランのオプショナルツアーや手配旅行扱いでツアーオペレーター経由で取り次ぐ形態も存在する。

### 年齢制限
アメリカではレンタカーを利用する場合、25歳以上とする年齢制限を設けている会社が多い。中小レンタカー会社には年齢制限を21歳以上とするなど大手各社よりも低く設定しているところがある。

## 日本のレンタカー

### 概要
日本に於けるレンタカー事業は、道路運送法第80条、同法施行規則第52条の規定、及び運輸支局長の定める「自家用自動車の有償貸渡しの許可基準」に基づく許可を受け、営業を行っている。
条文では、自家用自動車有償貸渡業といい、これを営む場合には国土交通省の運輸支局へ事業許可を受けるための申請を行なう。レンタカーは顧客の事故に備え、一定基準以上の自動車保険（共済）に加入しなければならず、その詳細な加入計画を提示しなければ事業許可を受けられない。
カーシェアリングやレンタルバイクも法令上は自家用自動車有償貸渡業として扱われる。
かつては自動車リース会社も同様の手続きを踏む必要があったが、2004年（平成16年）の制度改正によりオートリース事業者の許認可は不要となった（80条但し書き、この為にレンタカー車両をリース調達する事ができなかった）。
レンタカー事業は貨物運送業やタクシー事業と同様に個人でも事業許可を取得でき、地方や離島などで数台の小規模な事業を行っている自営業者も数多く存在する。許可基準に定める整備管理者をおかない場合も、マイクロバスを除いて最大9台まで管理することができる。
時間制、日単位で貸し出される。貸し出す車種としては、乗用車なら軽自動車・コンパクトカーや小型セダンから高級車、貨物車なら軽トラックから4トン積みクラスのトラックまであり、引越などの大型荷物搬送用途にトラック・ライトバン、休日・行楽シーズン時はRV車や多人数乗車が可能な1ボックスカー・マイクロバスを借りる利用者が多い。
日本では運輸局長令によってレンタカー会社による運転手の紹介・斡旋は禁止されている（貨物運送、旅客運送、運転代行に該当するため）。運転手と車両を同時に必要とする場合は、タクシーの貸し切りなどを利用することになる。海外においては運転手つきレンタカーサービスを提供する場合もあるが、外国人にのみ提供するなど制限があることもある。。
個人利用の他、会社間での借り入れ契約がある。借り入れ側の会社にとっては、レンタカーの代金が経費と認められる（課税対象外となる）ことや、車両管理事務や整備業務が軽減されるメリットがあり、年単位の契約を結ぶ企業もある。
自動車保険には、車を修理入庫する間のレンタカー代金を損保会社が支払う代車特約を提供するものがある。

### 歴史
日本に於けるレンタカーは、大正時代に「運転者付き」で貸し出されたのが最初とされる。現在のハイヤーに近いサービスであった。現在では、このような「運転手付き貸し渡し」は法律で禁止されている。
また自動車を共同所有する会員組織であるドライブクラブも1933年頃の赤坂〜溜池近辺に登場したが、こちらは定着せずに終わったとされる。
戦後になると、1951年に道路運送法及び道路運送車両法が成立した。道路運送法では自家用車の有償貸渡および共同使用に都道府県知事の許可が毎回必要とされ、レンタカーの営業は実質的に不可能となっていたが、会員組織という形を取ることで道路運送法を迂回したドライブクラブが登場し始めた。その後、1956年5月には映画「太陽の季節」が公開され湘南や伊豆へ行く享楽的な若者（太陽族）が登場したが、同じ頃にドライブクラブが急増し、ドライブクラブ会員の若者はドラクラ族と呼ばれた。
1957年にはドライブクラブの事故率の高さ（一般車の約5倍）や犯罪への悪用などから道路運送法が改正されてドライブクラブの貸渡が許可制となり、またナンバーも「道路運送車両法施行規則等の一部を改正する省令」によって一般車とは異なる黒地に白文字（いわゆる「葬式ナンバー」）へと変更された。これによってドライブクラブは衰退したとされる。
1960年代には車による観光がブームとなった。レンタカーでは1964年のホンダレンタカーの参入（5年後に撤退）をきっかけに、トヨタレンタカー（現・トヨタレンタリース）、日産観光サービス（現・日産カーレンタルソリューション）と自動車メーカーによる参入が相次いだ。また原宿ではレンタカーなどの車を乗り回す若者（原宿族）が登場した。
現在では全国展開する大手レンタカー会社と、離島や観光地・都市部など特定の地域内で事業を営む中小のレンタカー会社・業者がある（宿泊施設などが貸渡業をしているのも多い）。島嶼で独占状態の業者を除けば、同じような車種・時間でも料金やサービス・車両の年式や状態に差があるため、近年は品質や値頃感で競争する傾向がある。

### レンタカーの営業

#### レンタカー業者
日本に於いては、自動車メーカーやそれに附随する自動車ディーラーが母体となって設立したメーカー系、他業種（事業会社）が母体となって設立した非メーカー系・独立系に大きく分けられる。さらに2000年代に入り、ガソリンスタンドや自動車関連事業者が運営する「格安レンタカー」も出店している。

##### メーカー系
自動車メーカーやそれに附随する自動車ディーラーが出資母体として設立された形態で、取扱車両は基本的に出資母体の自動車メーカー及び関連会社の車種にほぼ特化されている。
系列ディーラーによる新車販売および自動車保険契約の得意先でもあるため、新車をレンタカーとして用いる期間（サイクル）が短い・店舗網が広域に整備されているという特徴を持つ。
また、出資母体とはグループ経営である業者が多く、車両の仕入れに当たっては、レンタカー事業統括会社や系列の自動車金融（リース・クレジット）会社が所有し、店舗経営会社はリース形態で借り受けて運用する形態も多い。
なお、トヨタレンタリースのように事業統括会社（トヨタ自動車）と店舗運営会社（地場系列のディーラー出資）に分離されている形態もある。
前述の通り、本田技研工業はトヨタや日産より早く1964年にレンタカー事業に参入したが、1969年にわずか5年で撤退した。ただし、一部地域のHonda Cars店が独自にレンタカー事業を行っている。
メーカー系で全国を網羅しているのはトヨタレンタリースと日産レンタカーのみとなっている（ホンダ・マツダ・いすゞは撤退、三菱自動車（三菱レンタカー）は一部の都市部での展開となっている）。

##### 独立系
- 全国規模で営業店を擁して大手とされるニッポンレンタカーサービスは運輸企業と機関投資家（全日本空輸・富士火災等）の共同出資で設立された。
- タイムズカーレンタルは、かつてのマツダレンタカー（マツダ系列）を駐車場運営のパーク24が買収したものである。
- オリックスレンタカーは、親会社であるオリックスがバジェットレンタカーのライセンス契約に基いて国内展開し、名称変更したものが始まりである。
  - M&A戦略により、既存のレンタカー会社（ジャパンエナジー系であったレンタカージャパレン、昭和シェル石油系であったエックスレンタカー、いすゞ自動車系列であったイフコレンタカー）を吸収合併し、業容を拡大させたものである。
- Jネットレンタカー（スカイレンタカー）やホンダレンタリース札幌（ホンダレンタカー）、ワールドネットレンタカーのように、地場系の自動車ディーラーによって創業し、メーカー系とは異なる位置づけで地域に特化して事業を行う業態もある。これらもレンタカー車両（新車）の導入にあたっては、事業統括会社や専門のリース会社から店舗運営会社へ車両がリースされて配備される形態が多い。
- 名古屋に本社を置くジャパンレンタカー（オリックスレンタカーに統合された「レンタカージャパレン」とは無関係）は、一店舗にカラオケやネットカフェなどを複合している。
- メルセデス・ベンツやBMWなどの輸入車を扱っている会社は数社ある。関東方面ではプレミアムレンタカー、関西方面ではオーラッシュレンタカー 、九州方面ではエグゼクティブレンタカーなどが有名である。
- 沖縄県や北海道のように、内地からの車の移動が困難でかつ、観光名所が多い地域は数多くの地場のレンタカー会社が存在する。

##### 駅レンタカー
駅レンタカーは、旧国鉄時代の1970年から存在しており、当初は（株）日本交通公社（現:JTB）と日本旅行の出資で鉄道管理局のエリア毎に運営会社が設立され、ニッポンレンタカーや日産レンタカーなどから車両を実質的にサブリース（又貸し）する形態でレンタカー事業を行っていた。国鉄分割民営化後は各沿線地域ごとに各JRの子会社として改組・新設され現在に至る。
私鉄でも、かつてはニッポンレンタカーのフランチャイズで駅レンタカー相当の事業を行っているところがあったが（東武鉄道、名古屋鉄道、阪急電鉄、南海電気鉄道、近畿日本鉄道など）、2024年10月現在では近畿日本鉄道（近鉄レンタリース）がオリックスレンタカーのフランチャイズで沿線地域に展開している。なお、ニッポンレンタカーのフランチャイズでレンタカー事業を行っていた私鉄各社は、近鉄を除きニッポンレンタカーのフランチャイズ制度廃止と共に資本を引き上げて撤退した。

##### 格安レンタカー
2000年代より出店が始まった新業態。既存業者の料金と比べて廉価で事業を行っている業態が、格安レンタカーと言われている。
既に自動車関連の事業を行っているガソリンスタンドや自動車整備工場などによるサイドビジネス・新規事業や、中古車販売業などによるベンチャービジネスとして出店している。
ガソリンスタンド運営会社や、中古車販売・流通業者、板金・自動車整備業者などが、中古車オークションから直接中古車を仕入れることで車両導入コストを削減。既存のガソリンスタンドなどの店舗をレンタカーの営業店として兼営することで、店舗運営コストを削減し、廉価で提供している。株式会社レンタスが運営するニコニコレンタカーなど、ガソリンスタンド運営会社とフランチャイズ契約を行い、統一的な運営がされている業者もある。

##### 商用車レンタル
ダンプカーや積載形トラッククレーン（ユニック）付きトラック、アルミバン、冷蔵冷凍車など、主に商用車を専門に貸す事業者である。レンタルのニッケンなど、商用・建機に類するレンタカーに特化した事業者も多い。

#### 店舗の立地
レンタカーの店舗（営業所など）は、主に、空港、新幹線や特急などの停車する主要鉄道駅、その他都市の中心部などに存在することが多い。

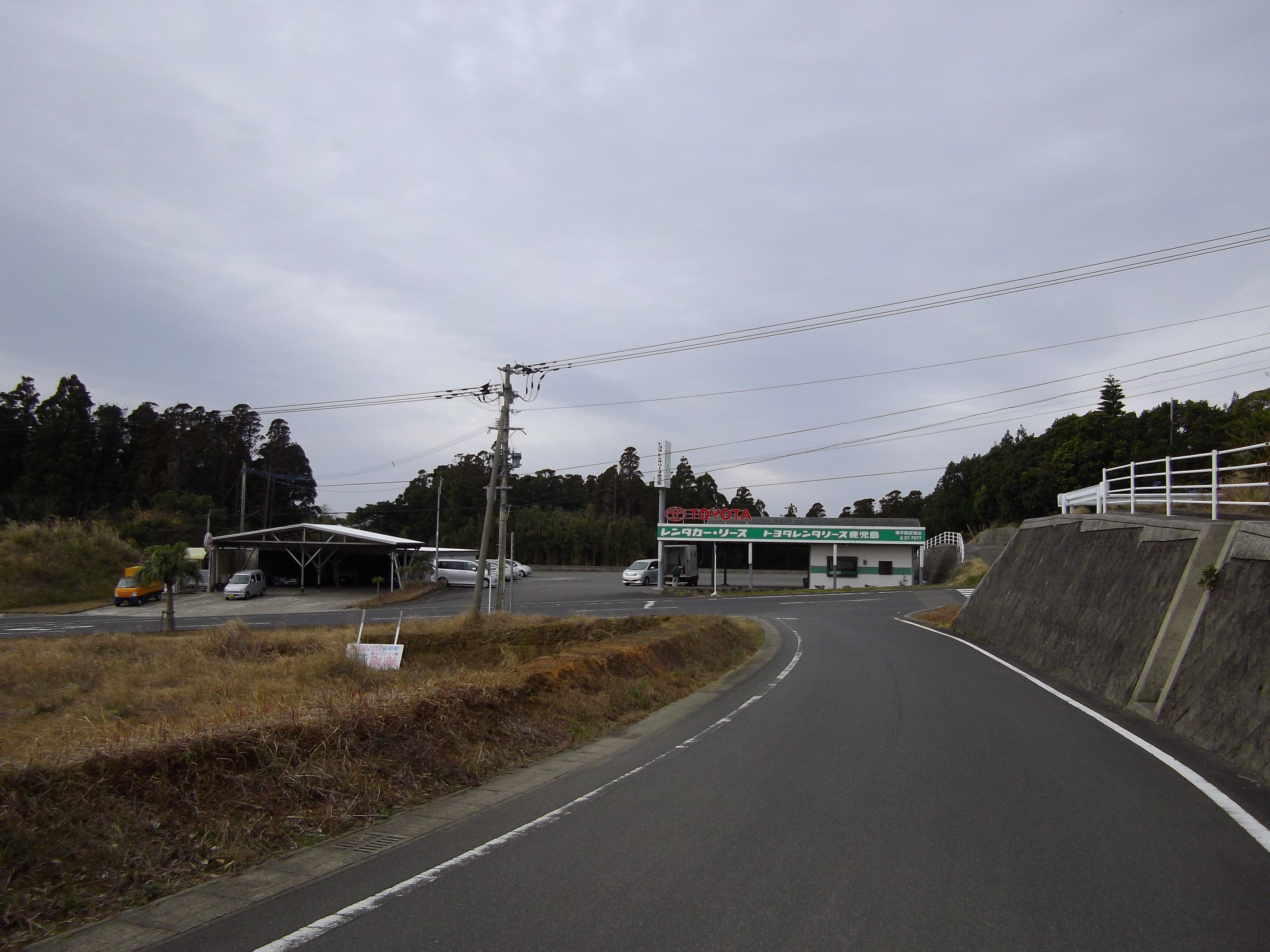
地方空港近辺に在るレンタカー

政令指定都市や特別区、都道府県庁所在地の繁華街にある店舗は、その立地上の制限から大きな駐車場を管理することができず、トラックなどの大きめの商用車やマイクロバスなどを管理できない場合が多い。同様の理由により、出発地や乗り捨て先に指定できないこともある。また、駅や空港から離れた場所（幹線道路沿いなど）に店舗が立地する場合や、市街地のホテルやオフィスビルなどから、専用車やレンタカー車両で店員が運転して送迎するサービスを実施している場合もある。
高級車・外車を扱っているエグゼクティブレンタカーは、独自のシステムでお客が希望する場所へ配車・引取りをしている。
逆に、郊外に大きな駐車場をもつ店舗は4トン積載クラスのトラックやマイクロバスなどを複数台管理していることがある。

#### 会員制レンタカー（違法）
一部で「わナンバーではないレンタカー」と謳って、会員に限って自動車の貸し出しを行うとする者が存在する。
同じ会員制でも、カーシェアリング車両は「わ（れ）」ナンバーで登録される上、確かに「わナンバーではないレンタカーは存在する（した）」が、
法律上は「許可を得ずに自家用自動車を対価を得て貸し渡す行為」そのものが禁止されており（カーリースを除く）、貸渡自動車としての車両登録を行うと漏れなく「わ（れ・ろ）」ナンバーとなる現状に於いては違法行為である。
但し、同じ車両の貸し渡しでも建設機械のレンタルは、借り受ける目的が作業用であり道路を走行する事が目的ではない為に、特殊自動車の貸し渡しが制度として存在しない故に「わ（れ）」ナンバーではないが適法である。

### レンタカーの利用

#### 日本国内
借受人が有効な運転免許証またはマイナ免許証を所持していることが絶対的な最低条件である。外国人が国際運転免許証、または現地の運転免許証と日本語訳文を持って借り受けることも可能である。意思疎通が困難であるとして貸渡を行わない会社もある一方、英語表記のパンフレットを作成したり、レンタカー業務に必要な程度の英語を話せるスタッフを置く会社もある。
近年増加している中国人観光客へは貸し出せない（中華人民共和国がジュネーブ条約非加盟国であり、日中間における取り決めもなく、日本の運転免許制度と同等水準と見なされていない）。但し、マカオと香港の運転免許については、返還前のポルトガルとイギリスが条約加盟国であったことから、国際免許で借り受け・運転できる。
一部のレンタカー、カーシェア会社は取得後すぐ（初心運転者）のレンタルも受け付けるが、運営会社や店舗によっては取得後の経過月数・年数で貸渡を拒否されたり、熟練運転者の同乗を義務付けたり、所定の自動車保険補償額の増額（有料）か、逆に車両補償制度の適用ができないこと（運転ミスなどで車両に損害・損傷が生じた際は自身の加入する車両保険または全額自己負担となる）を条件に貸し出す場合もある。
免許取得後1年未満の初心運転者が運転する場合は、レンタカー、カーシェアであっても初心運転者標識を掲示しなければならない。店舗で用意がある場合でも在庫に限りがあることを念頭に、あらかじめ私物を用意することが望ましい。スポーツタイプや輸入車の車種を借り受ける場合、取得後5年以上経過していることやクレジットカードによる支払が条件という会社もある。
データベースなどで調査のうえ、過去に大きな事故や借逃げ歴がある場合には貸渡しを拒否される場合もある。さらに、レンタカーやカーシェアを強盗や窃盗、誘拐などの犯罪の手段として使用したり、2006年からは貸渡中のレンタカー、カーシェアが駐車違反となり、借受人が警察署に出頭して反則金を納付しなかった（レンタカー会社、カーシェア会社に放置違反金が請求されたり継続車検が不可能であるなど、所有者であるレンタカー会社、カーシェア会社の損害となった）場合、一般社団法人全国レンタカー協会のデータベースに登録され、情報交流によって以後は加盟各社（全国大半のレンタカー会社、カーシェア会社）で貸渡が拒絶される。
また、レンタカー会社によっては、暴力団排除条項を設け、暴力団など反社会的勢力やその関係者への貸し渡しを禁じている。2014年5月28日には暴力団関係者であることを隠してレンタカーを借りたとして、暴力団関係者が詐欺容疑で逮捕された。

#### 日本国外
日本国外でレンタカーを借りる場合、運転免許証のほかに国際運転免許証を提示する必要がある。ハワイ州など、日本の免許証のみでレンタルが可能な地域も存在するが、事故等トラブルが発生した際に備え、国際運転免許証も持参したほうが良い。
一方で、国際運転免許証は日本の運転免許証の翻訳にすぎないため、国際運転免許証だけでは運転することができない。レンタカー会社や借りる車種クラスにより、免許取得後の経過年数を問われることもあるが、国際運転免許証には記載はされておらず、日本の運転免許証にも元号で取得年のみ表記されているため、貸渡時に口頭で説明が必要となることもある。アメリカ合衆国では、レンタカー会社が国際運転免許証の代わりに利用可能な、免許証の翻訳フォームを発行するサービスを提供しているところもある。
中華民国やドイツなど国際運転免許証が有効でない地域（ジュネーブ条約非加盟国）でレンタルする場合、二国間取り決めにより指定機関・団体が発行する外国語訳とともに携帯するかたちでの運転が認められている。

#### 予約・貸渡契約
レンタカーの利用には、所定の貸渡約款に同意の上、貸渡契約書に個人情報などを記入し、料金の決済受渡や確認の署名をすることで正式に締結する。日本での予約・利用手段として、個人の場合は
- 直接レンタカー会社へ電話・インターネットの手段で予約するか、予約をせずに店舗に出向き空車をレンタルするケース。
- 旅行会社の募集型企画旅行として販売されている「レンタカープラン」という旅行商品や、パッケージツアー・フリープラン（パッケージツアー）の旅行行程に予め組み込まれているもの（北海道・沖縄方面の国内旅行や北米方面の海外旅行に設定が多い）、そのオプショナルツアー扱いでの申込利用。企画・手配する旅行会社が予約をした上、旅行客からレンタカー代金相当を領収し、レンタカー会社は旅行会社に請求する形態となるが、実際の貸渡契約は直接予約の場合と同じく、借受人とレンタカー会社の2者間で締結されるケースが殆どである。
- 国内線航空券を航空会社で直接予約した場合、オプショナルプラン（募集型手配旅行）として利用するケース。JAL・ANAは傘下の旅行会社の商品として取扱い、公式サイト上や専用電話で申し込む。（ジャルツアーズ「JAL エアプラス」、ANAセールス「ANAの@レンタカー」）
- 生協・職域組合・勤務先が組合員や社員の福利厚生の一環として、法人契約の割安料金で提供するケース。直接予約の上、法人契約元から利用券（バウチャーやクーポン）を購入し利用する（直接利用と旅行会社経由の中間に位置する仕組み）。社員証などを利用時に店頭で提示することで割引される制度を設けている場合もある。

直接レンタカー会社へ予約する場合で、特に大手や海外のレンタカー会社ではクレジットカードによる支払いを推奨する傾向があり（カード払いで割引する場合もある）、現金払いでは別途住民票やパスポートなどの身分証・公共料金の領収書など現住所が判る書面やクレジットカードの提示がたいてい必要となる。RVや高級車のレンタルでは各社の約款によってクレジットカード決済に限定している場合が殆どである。これは所持によってある程度信用性や身元が判断できる点と、借り逃げや損害発生時に実費をクレジットカードを通じて追加請求することが可能な為である。海外でレンタカーを借りる場合は原則クレジットカード払いであり、事前支払い式のクーポンを利用する場合でも、前述の理由によりクレジットカードの提示を求められる場合が多い。
レンタカーの利用金額に対して付与されるポイントサービスを実施したり、大手では航空会社と提携してマイレージが付与されるサービスも行っている。

#### 用途
貸渡申込書（契約書）に使用目的や行先の欄がある場合は、引越しやレジャー、ビジネスなどから選択し、主な目的地を記載する。記入欄がない場合は同様のことを店員から参考程度に口頭で聞かれる。

#### マイクロバス
2006年4月には国土交通省の公示によってマイクロバスのレンタルに対する要件が厳格化された。白ナンバーによる旅客運送（白バス行為）が利用者である一部業界によって公然と行われていたためで、レンタカー会社がマイクロバスを保有することに対して求められる基準も強化された。
それにより、レンタカー会社はマイクロバスの貸渡しを行う7日前までに「車両の管理を行う事務所を管轄する地域の運輸支局長」宛にそれを届出る必要がある。また、「運行区間又は行先」「利用者の人数」「使用目的」もマイクロバスのレンタルに限り同様に届け出る必要があるため、予約の段階で確定させる必要がある。よって、マイクロバスのレンタルの場合は、最低でも1週間以上前に予約をすることが必要であり、1週間の間がない場合は法令に触れるために予約を拒否される。
運転免許制度の改正により、旧々普通自動車免許（現中型自動車免許8トン限定）での運転ができる、と勘違いして予約をしたものの、実際は運転が不可能であるので貸し出し出来ない事態も起きうる。
このような場合について、約款に「貸渡契約の拒否」をできる理由に挙げているため、顧客都合のキャンセルという扱いで処理する。レンタル代金ではなく、キャンセル料金を支払わなければいけない場合もある。

### レンタカーの車両

#### 制限
レンタカー車両は、道路運送法第52条の規定のほか、地方運輸局長の定める「自家用自動車の有償貸渡しの許可基準」に定められている、車種区分に基づき決定される。
- 自家用乗用車
- 自家用マイクロバス（乗車定員29人以下、車両全長7メートル未満の車両に限る）
- 自家用トラック（貨物車）
- 特種用途自動車（基準により禁止されている霊柩車を除く）
- 二輪車（レンタルバイク）

車検証上の車体の形状が霊柩車の車両と、乗車定員が30人以上、全長7メートル以上の乗合自動車（バス）の貸渡しは禁止されており、レンタカーとしての登録は不可能である。また、車両総重量8トン以上の乗合自動車（バス）の貸渡（登録）が可能な運輸局と不可能な運輸局とが存在する（地方運輸局長の定める基準である為、差異が発生している）。それ以外の車両には「わ」ナンバーがつく、と考えてよい。
車検証上の自動車の種別が「大型特殊」「建設機械」に分類される9ナンバー車、0ナンバー車は、道路を走行することが主目的ではない車両である為、レンタカーという概念は存在しない事になる（建設機械レンタル）。但し、9ナンバー、0ナンバーのレンタカー登録が行われている地方運輸局も存在する。
2006年3月31日に、前述の許可基準が改定された。
運転免許の技能試験に使われる車両で、かつ路上試験に用いられるものは、8ナンバー（特種用途自動車）の「わ」ナンバーとして登録されている。これは、技能試験を受験する際には貸車料を支払う必要があり、試験場外（一般公道上）に於いて使用されることから、自家用自動車の有償貸渡と認められる為である。大型貨物車や大型バスにナンバーをつけているものもあり、それも大板で8ナンバーの「わ」ナンバーである（分類番号は810を使用。字光式は818）。
大型二種免許の技能試験に使われる車両は、バスとして貸渡しを禁止されている「乗車定員30人以上、車両総重量8トン以上、全長7メートル以上」であるが、8ナンバーの「特種用途自動車」では制限に該当しないため、「わ」ナンバーを付けることができ、運用されている。つまり、「乗合自動車」の「2ナンバー」では規制に触れるものを、特種用途車である「技能試験車」の「8ナンバー」をつけることで規制を回避している。

#### 原付バイク等のレンタル
市区町村が発行するナンバープレートを装着する原動機付自転車・ミニカー・小型特殊自動車にはレンタカーという概念がなく、これらの車両を貸し出す場合には（許認可制度が存在しない為）レンタカー業の認可は不要である。但し、万一の際の車両所有者としての責任は問われる事となる。

#### 特徴
- レンタカーの寿命は新車として導入されてから1～3年程度と短命であることが多い。フルモデルチェンジなどにより旧式化した車両や、走行距離が極端に伸びた車（10万キロ以上など）は客側が敬遠するためである。
- レンタカーとして役割を終えた車両は、メーカー系列の中古車販売店で販売されたり、事故歴のあるものは海外へ輸出されることもある。販売に当たってはレンタカーで使用されたことを明記し購入者に伝えることが義務づけられている。非メーカー系の大手レンタカー会社は、リースアウト(リースアップ、レンタアップ)車販売のための店舗、オートオークション会場を擁している。
- 格安レンタカーの場合はあえて経年式の中古車を導入する事で、利用料金を引き下げている。
- 最近では、長期の格安レンタカーが商品化されており、スマイルレンタカーなどが打ち出している1ヵ月間以上レンタルが可能なマンスリーレンタカー・1週間以上でのレンタルが可能なウィークリーレンタカーなどがある。
- 近年はハイブリッドカーの採用が多くなっている。

損害保険会社が約款等で定める「借り受けた自動車」の定義は、借受期間が1年を越えるものをカーリース、1年未満のものをレンタカーとしている場合が殆どである。
かつて、レンタカー車両には「車齢制限」があり、一定（税法上の耐用年数）以上の経年車はレンタカーとして登録・使用できなかったが、1986年に廃止された。また、レンタカー車両をカーリースで調達する事は出来なかったが、1989年の規制緩和によって可能となった。

#### オプション・装備
カーオーディオ・カーナビ
- 近年の乗用車の大半はカーナビゲーションシステム（ビルトイン型・インダッシュ型かポータブル型）が標準装備されている。装備されていない場合でも、取り扱いがあればオプション扱いでポータブル型を取り付けて貰える。カーオーディオに関しては、カーナビの付随機能でCD/DVDやテレビが視聴できるもの、CD＋ラジオ、コンパクトカセット＋ラジオ、ラジオのみのもの、とあるが、ラジオのみのものは多くは商用車にしかなく、乗用車を借りる場合最低でもCDはついている、と考えてよい。なおiPodやポータブルMDプレーヤーなどの携帯音楽プレーヤーへの対応として、FMトランスミッターを貸し出す（音声はカーオーディオのFMラジオで聴く）、ヘッドユニットを外部入力端子やBluetooth付きの機種に換装するといった事例が見られる。特に2023年現在はコネクテッドカー･ディスプレイオーディオの普及などにより光学ドライブが設定されない例も増えてくるなどカーオーディオ/カーナビ(と対応メディア)事情が大きく変化しているため、レンタカー会社や営業所によって対応が異なるので、借りる際に問い合わせておきたい。

ETC
- ハイウェイカードの廃止に伴い、ETC車載器を設置する例が増えている。利用には運転者または借受人のETCカードが必要であるため、予めクレジットカード会社へ申し込む必要がある。ETCマイレージは登録時に車載機・車両情報が必要になる上、車載機1台につき1枚のETCカードしか登録できないため、マイカーなどの車載機で登録済みのETCカードであれば貯まるが、レンタカーの車載機を用いての登録は困難あるいは禁止行為である。
- レンタカー会社や営業所によってはETCカードを所持していない、または持参しなかった顧客に対してオプションでETCカードを貸し出すことがある。この場合通行料金は車両とカードを返却するときに精算する[16]。

スタッドレスタイヤ
- 積雪地の寒冷期にはスタッドレスタイヤが漏れ無く装備される。レンタカー会社や営業所によっては冬季割増料金の設定がある場合と、全車標準装備として料金の変更がない場合がある。
- 南関東以南では装着率は低く、予約の段階で指定しない限りスタッドレスタイヤ装着車は割り当てされない。また、特別装備・オプション・割増料金の設定すらない、スタッドレスタイヤを装着しないレンタカー会社も存在する。

タイヤチェーン
- 乗用車用のタイヤチェーンは、数は少ないながらも、レンタカー会社が備品として在庫している場合がある。
- 積雪地での商用車用チェーンは、車両に備え付けてある場合が多い（空荷では軸重不足により登坂できない場合がある為）。
- 九州など滅多に積雪のない地域では用意がなく、積雪地へ向かう場合は借受人自身で準備する必要がある場合がある。

ドライブレコーダー
- レンタカー車両は、運転が不慣れな者が運転を行うケースも多く、また普段運転していない車両を運転することから、一般的なマイカーに比べ事故リスクが高い。自動車保険契約にあたっても保険料割増の対象となっている。
- このため、レンタカー会社のリスクヘッジとしてドライブレコーダーを装着し、過失割合や保険適用外事故の判定参考情報として用いられることがある。
- 沖縄県や北海道など観光地では旅行の記念として風景動画を持ち帰りたいという、主に本州からの観光客需要が少なからず存在する。レンタカー会社の店頭でSDカードを購入すればドライブレコーダーを無料でレンタルできるイベントを実施しているレンタカー会社が存在する。

#### スポーツカー・欧州車
バブル景気の1990年代初頭まではスポーツカータイプの車両もラインナップに加えてあるレンタカー会社があった。メーカー系で自社車両の宣伝のためにレンタカー登録したものや、話題性があった車種（R32型スカイラインGT-R、NSXなど）を登録したものである。
2000年代以降、差別化を図るレンタカー会社によってBMWミニやS2000、シビックタイプRといった特殊な車種やGT-R、ロールス・ロイス・ファントムなどといった高額車両のレンタカーも出現しており、それらには乗り逃げや盗難抑止のため、ココセコムなどのGPS位置発信装置やイモビライザーが標準装備されている。
- 観光シーズンの北海道や沖縄県では、オープンカーのラインナップをもつ会社がある。かつては日産レンタカーの一部の営業所にフェアレディZが、マツダレンタカーの一部の営業所でRX-8・ロードスターを取り扱っていた。
- 特異な例では、ラリージャパンの協賛イベントとして、ニッポンレンタカーが北海道地区においてランサーエボリューションとインプレッサWRX、メーカー特注車としてスバル・レガシィツーリングワゴン2.0i（BP5型アプライドA）のWRブルーマイカ塗装車を保有していた。
- 2008年にはMMCレンタカーが、期間限定でランサーエボリューションXの短時間レンタルを実施した。
- 光岡自動車は、東京都内の自社ディーラーで（試乗車を兼ねた）オロチと卑弥呼のレンタカー事業を行っている。
- メルセデス・ベンツやBMWなどの輸入車を扱っている事業者が存在する。関東方面ではプレミアムレンタカー、関西方面ではオーラッシュレンタカー、九州方面ではエグゼクティブレンタカーなどが有名である。

かつて、日本撤退直前のサターンやヒュンダイは、在庫処分のためにレンタカー会社向けに大量のフリート販売を行ったことがある。

#### キャンピングカー
アウトドアブームを背景にキャンピングカーを取り扱うレンタカー事業者が存在する。日本国内では主にワンボックス車ベースのバンコンバージョンや小型トラックベースのキャブコンバージョンが主流だが、事業者によっては軽キャンパーやマイクロバスベースのバスコンバージョンも取り扱う。

#### 車種・グレード
全車に共通して言えることは、「レンタカー仕様」という車両は通常存在せず、「一般市販されている車両に「わナンバー」が付いている」ということである。
乗用車のグレードは、以前であれば車両価格の面から殆どが下位（廉価）～中級（いわゆる“売れ筋”）のグレードが大半であったが、近年はそれらに加え、日産ノート NISMOやトヨタアクア X-URBAN、日産・セレナハイウェイスターなどの高額グレードを用いるケースも少数ながら出始めている。とはいえ、最廉価グレード、大排気量仕様の配備は未だ稀である。特にコンパクトカークラスでは、中級以上のグレードではないと低燃費仕様でなかったり、ドアミラーの電動格納・調整機能やシートリフターが装備されていないなど、装備の面から運転に気をつけなければいけない場合がある。
ただし軽自動車（乗用車）に限っては、車両価格が高めの軽トールワゴン（スズキ・ワゴンRやダイハツ・ムーヴなど）やダイハツ・ソニカ・スズキ・セルボ・三菱・iと、車両価格が比較して廉価なエッセ・アルト・ミラ・ミニカなどを同一料金で貸し渡しているケースがある（オリックスレンタカーや、日産レンタカーの店舗の多くで該当するが、かつてニッポンレンタカーは車両価格の開きから、軽乗用車と軽ワゴンのクラスに分離していた）。
また、ホンダ・フィットやトヨタ・カローラなどのようにガソリン車とハイブリッド車の両方をラインアップする場合、後者のほうが割高な料金設定となっていることが殆どである。
貨物車では、積載量を確保しつつ車両総重量を低減させて維持費を抑える目的で高価な軽量荷台を架装したトラックが存在したり、一般的な普通トラックの購入者である貨物運送事業者が導入コスト・燃費や整備性から敬遠する「四輪駆動のAT車」が導入されるなどされる。過去には、E25系日産・キャラバンワゴン10人乗り仕様に、スーパーロングの標準ルーフというレンタカーグレードが存在する（通常のスーパーロング車はハイルーフ仕様）。マイクロバスには「レンタカーパッケージ」として、通常選択できない「冷蔵庫付き29人乗り仕様車（カーナビ付き）」といったレンタカーに求められる装備を標準搭載したグレードが存在する車種がある。
一部、自動車保険や車検中に使う代車の契約を結んでいるカーディーラーとの兼ね合いで、あまり見かけない車種（グレード）を保有している店舗もあり、また「不人気色」「不人気車」の在庫車を安価で引き取るなどした車両を保有しているケースもある。

#### マニュアルトランスミッション車
現在、日本においては貨物車を含めたレンタカー車両の圧倒的大多数がAT車となっている。レンタカー業の一般的な顧客である若年層のAT限定免許保有者比率の高まり、新車販売時のMT比率の低下やMT仕様設定のない車種の増加など、MT車を導入することができなかったり、仮にMT車を導入しても車両の稼働率が見込めないなどの事情からMT車は殆ど導入されない。トラックやマイクロバスは、普段AT車しか運転していない人に対して貸し出す事も少なくない為にAT車が導入される。
このため、多くのレンタカー業者では「（原則）全車AT車」であることがパンフレットやwebページなどに記述されている。MT車の用意がある業者を利用する場合でも、特にMT車を希望する場合は予約が必要である。代車需要等を見込んで旧型のMT車を「温存」している業者もあるが、ごくごく少数である。乗用車のみならず、商用車やマイクロバスも大半がAT（MTが一般的な4t積載級のトラックですらATのレンタカーが存在する）となっているので、商用車をレンタルする際は、積荷や行程によってはMTを希望したほうがよいことがある。
日本国外において、北米では日本と同様、基本的にレンタカーで用意される車両はAT車となっている。また韓国でも、一部車種を除き、殆どがAT車である。これに対しヨーロッパにおいてはAT車が極端に少なく、ほとんどがMT車であるため、逆にAT車を希望する場合には予約の際にAT車を希望する旨の指定をする必要がある。近年は主要大都市及び空港の店舗を中心にAT車の取り扱いおよび保有が増えているものの、料金はMT車と比べて割高である（現地の中古車市場でAT車はマイナス査定となる事が殆どである為）。

#### 商用車
前出の通り、軽トラックから4トン積載クラスの旧普通免許（中型8t限定免許）で運転できるトラックがレンタカーとしては一般的である。

ライトバン～ワンボックス、平ボディ、幌車、アルミバン、冷凍車から、パワーゲート車、ウイング車、1台積キャリアカーが一般的であるが、積載量10tクラスの大型ダンプカー、コンクリートミキサー車、運転に技量を要する4軸車、トレーラーなど、大型免許（二種を含む）・けん引免許（二種を含む）を要する貨物車のレンタカー登録も増えており、多様化が進んでいる。

主に建設機械のレンタルを行う事業者では平ボディやダンプカー、積載形トラッククレーン（ユニック車）のほか、高所作業車、散水車、移動照明車、車載式簡易トイレ、工事用規制車（トラックの荷台に電光表示板を装着して交通規制を告知する）、軌陸車などがレンタカーとして用意される。

#### ナンバープレート
日本のレンタカーのナンバープレートに使われているひらがなは基本的に全て「わ」であり、「わ」を使い切れば「れ」が払い出される。軽自動車・軽二輪車は「わ」のみ、小型二輪は「ろ」または「わ」が払い出される。
分類番号が2桁であった頃は、北海道と長崎・鹿児島の離島事務所で払い出されたナンバーには「れ」が使われていた（小型二輪以外の登録車のみ。北海道では当時FAXの性能が悪く「わ」を「れ」と見間違えたため、という噂があるがこれは根も葉もない嘘である。離島事務所では本島と区別するため）。
ナンバープレートのひらがなが「わ（れ・ろ）」である車両はレンタカーであるが、必ずしも「わ（れ・ろ）」であるとは限らない。車検証備考欄の「貸渡」の記述の有無がレンタカーであるか否かの区別となる。「わ（れ）」ナンバーではないレンタカー車両は、レンタカーの登録台数が多く、ナンバー払い出しの進む一部地域では見られたこともあったが、一般的に「レンタカー＝「わ」ナンバー」という固定観念があり、分類番号が3桁化されナンバー枯渇まである程度の余裕が出来たこと、無認可業者による類似行為防止の観点から、陸運局（軽自動車検査協会）での登録手続を行う際にもれなく「わ（れ・ろ）」ナンバーとなる。逆に、「わ（れ・ろ）」ナンバーをつけているレンタカーを、レンタカーとして車検の有効期限を残した状態で、レンタカーとしての使用をやめる登録をすると、必ず通常の白ナンバーに番号変更となる。
登録車については、ひらがなが「れ」、または「わ」しか使用できないため、払い出し枠の区別を平仮名で行うことができない為、分類番号（地名表示の横の数字）を使って区別している。
登録車の分類番号（地方運輸局によって異なる場合がある）
- 下2桁00：組もの中板塗装式
- 下2桁05：枚もの中板塗装式
- 下2桁10：組もの大板塗装式
- 下2桁15：枚もの大板塗装式
- 下2桁16：組もの中板字光式
- 下2桁17：枚もの中板字光式
- 下2桁18：組もの大板字光式
- 下2桁19：枚もの大板字光式

特種用途自動車（以下の区別を行わない運輸局も存在する）
- 820：旧小型車組もの中板塗装式
- 825：旧小型車枚もの中板塗装式
- 828：旧小型車組もの中板字光式
- 829：旧小型車枚もの中板字光式

枚もの、大板、字光式、小板（二輪車、360cc軽自動車、届出軽自動車）の払い出しは非常に少なく、これらの払い出しが全くない運輸局すら存在する。枚もの枠、字光式枠を持たない運輸支局もあり、仮に枠の設定があっても「ナンバープレートの在庫」がない場合もある。また、一般的な中板塗装式の払い出し状況によっては前出の枠が変更されることもある。これらの場合は管轄運輸支局の番号標交付代行事業者に予め申し出て、ナンバーを用意してもらう必要がある。
軽自動車の分類番号
- 下二桁80：組もの中板塗装式
- 下二桁99：枚もの中板塗装式

軽自動車のレンタカーでは、希望ナンバー・字光式ナンバーは存在しない（登録車でもこれらのナンバーを希望するレンタカー事業者は少なく、特に軽自動車は払い出し可能な数が限られるため）。また、枚もの枠は下二桁が「99」で登録車の転入抹消番号と重なるが、転入抹消番号には「わ」は使われないために重複しない。
日本国外でも、レンタカーのナンバープレートを、文字や数字で区別していることがある。例えば大韓民国では、「허（ホ）」が指定されている。

#### 車検
レンタカーの車検期間は、新車の登録車と軽自動車・オートバイは2年、その他の新車及び中古車を新規登録する場合1年である。使用過程車をレンタカーにする場合は、新車登録後2年未満の車両の場合は新車登録の日から2年以内、それ以上の経年車の場合は登録日から1年以内に「短縮」となる。その場合でも納付済みの自動車重量税の還付は受けられない。
250cc以下の二輪車など検査対象外軽自動車は、レンタカー用でも車検制度の対象外である。

#### 点検
レンタカーの法定点検は、登録車の乗用車・軽自動車・二輪車は6か月ごと、その他の車種は3か月ごとである。事業用扱いのためシビアコンディション点検が実施され、認証整備工場が発行する点検整備記録簿も事業用のものとなる。

### レンタカーの事故

#### 事故の類型
レンタカーは他人の自動車であるため、マイカーと比べて丁寧に取り扱う者と、金を払っているのだからと乱雑に使う者に分かれる傾向がある。どちらにしても万が一交通事故・物損事故が発生した場合、
- 必ず出発地や最寄りのレンタカー店舗、時間外電話窓口に直ちに報告し状況を伝えて指示を受ける。バンパーを壁に擦った、飛び石でフロントガラスを破損した、ゴルフバッグでトランクを凹ませたなど、些細な車体損傷や自損事故でも必ず直ちに連絡する。
- 物損事故や人身事故の場合、110番や最寄の交番、駐在所、警察署など警察にも直ちに通報する。後日保険会社に請求する際などに警察による「事故証明書」が必要になるため、ありのままの状況を警察官に伝える。レンタカー会社の承諾なしで事故相手方と示談することは厳禁である。
- レンタカー会社によって指示の内容に差分があるが、一般的な事故対応と同様、
  - ［負傷者の救護］→［警察（及び貸渡店舗）への報告］→［相手の情報の確認］→［相手方車両の確認］というプロセスを指示される。
- 当て逃げや追突などの被害事故でも、警察の事故証明書が必要となることが多いので、上記と同じプロセスを実行する。

#### 保険・補償制度
レンタカーで事故が起きた場合、相手方への賠償のほか、レンタカー会社への賠償も必要になる。しかしながらレンタカー会社は必ず自動車保険・共済を掛けているため、所定の限度額の範囲であれば、借受人は最低限レッカー車手配などロードサービス（JAFなど）料金実費と、一定の免責額（5～20万円程度。CDW加入者は免除）とNOC（後述）を支払えば済むようになっている。
ただし、飲酒運転・速度超過・ながら運転・信号無視や麻薬・覚醒剤服用などの危険運転行為や、駐車違反などの交通違反が明らかな場合や、貸渡時に届け出のない他者の運転によって生じた事故は保険が下りない場合がある（約款で規定されている）ため、安易な考えを持たずに安全運転を心がけるべきである。
保険・追加のオプション・補償について予約・貸渡手続時に案内される。いざと言う時に自分を守る制度であるから納得するまで説明を受けたほうが良い。
- レンタカー会社は、レンタカーに対して下の3条件の自動車保険もしくは自動車共済に加入しなければならないと許可基準によって定められている。
  - 対人保険…8000万円以上／人
  - 対物保険…200万円以上／件
  - 搭乗者保険…500万円以上／人

最低要件として、上の自動車保険は必ず付帯されているが、満足なものとは言い切れない。
レンタカーによる事故の場合優先して支払われる特約が付加された自動車保険やドライバー保険に運転者自身が加入しているのでなければ、買える安心は買っておいても良い。追加のオプションとして補償の限度を対人無制限、対物無制限に拡大するプランが用意されていることが多い。対人無制限はもちろんだが、対物についても、例えば踏切事故を起こして当事者から莫大な損害賠償請求を受けたり、高価な物品に衝突といったケースもあるので加入が推奨される。
「店舗で勧められるオプション（※保険ではない）」として免責補償制度（CDW、Collision Damage Waiver ）がある。加入は任意で、万一の事故の際に、上記保険の免責額（一部業者では後述のノン・オペレーション・チャージも支払免除の対象となる補償制度も設定されている）を支払わずに済むものである。しかし、免許取得後一定期間の者（初心運転者ならびに21歳未満の者）や事故歴がある者は規則的に加入が出来ないレンタカー会社がある。なお、格安レンタカーや島嶼部などに構える業者ではこの制度が設けられていない場合もある。
損傷や事故が生じた場合は休車補填料として、ノン・オペレーション・チャージ/NOCが原則請求される。NOCの請求額は事故車両を店舗まで自走して返却できたか否かで異なる。NOCは商品・サービスの対価ではなく「賠償金（迷惑料）」の為消費税は課税されない。

### 問題点
レンタカーを利用客が乗り捨てた場合、レンタカー回送業が営業所まで移送するシステムが取られているが、レンタカー回送に従事する運転手が、運転距離が過度に長くなることから、睡眠不足などに陥り危険運転が常態化しているとの指摘がある。要因としては、運転手の大半が「個人事業主」であり、業者とは業務委託契約を結んでいるに過ぎず、業者に安全管理義務が生じないためであるとされている。
2013年には、大阪市内のレンタカー回送業者「メビウス21」が、運転手に速度超過を日常的かつ強制的に行わせていたとして、同社社長ら幹部が京都地方検察庁に書類送検されたが、この幹部らは不起訴処分となっている。

## オーストラリアのレンタカー
オーストラリアは国土が広大であるためレンタカーでの都市間移動は体力的にも厳しく、郊外では道路状態が良好でない区間もあり野生動物との衝突等が発生することもある。そのため複数都市間を移動するレンタカー利用を行う場合でも飛行機と組み合わせたフライ&ドライブがよく利用される。
オーストラリアでのレンタカー利用は一般的に25歳以上の年齢制限がある。ただし、中小のレンタカー会社等では21歳以上としている会社もある。

## カーシェアリング
カーシェアリング（英: carsharing）とは、一般に登録を行った会員間で特定の自動車を共同使用するサービスないしはシステムのこと。自動車を借りるという面ではレンタカーと近い存在であるが、一般にレンタカーよりもごく短時間の利用を想定しており、利用者にとってはレンタカーよりも便利で安価になるように設定されていることが多い。